# Andrea Jochner-Weiß
Andrea Jochner-Weiß, geb. Andrea Jochner (* 24. April 1961) ist eine deutsche Kommunalpolitikerin (CSU) in Bayern. Sie ist seit 1. Mai 2014 Landrätin des Landkreises Weilheim-Schongau.

## Leben
Jochner-Weiß ist in Wilzhofen, einem Ortsteil von Wielenbach, aufgewachsen. Sie absolvierte eine Ausbildung zur Groß- und Außenhandelskauffrau und war seit 1991 Hausfrau und Mutter. Neben dem kommunalpolitischen Engagement war sie ehrenamtliche Richterin am Verwaltungsgericht München tätig.
Jochner-Weiß gehörte bis 2014 dem Gemeinderat Wielenbach an; ab 1998 war sie in ihrer Heimatgemeinde 2. Bürgermeisterin. Für die Amtszeit 2008 bis 2014 hatte sie der Kreistag Weilheim-Schongau zur stellvertretenden Landrätin gewählt. Bei der Kommunalwahl 2014 wurde sie in der Stichwahl gegen Amtsinhaber Friedrich Zeller am 30. März mit 68,06 % zur Landrätin gewählt. Bei der Kommunalwahl am 15. März 2020 erreichte sie bei acht Mitbewerbern 48,0 % und wurde bei der Stichwahl am 29. März 2020 mit 65,1 % wieder gewählt.
Sie ist verheiratet mit Richard Weiß und hat mit ihm zwei erwachsene Kinder, außerdem ein Pflegekind. Die Familie wohnt in Wilzhofen.